# 圣罗斯 (留尼汪)
圣罗斯（法語：Sainte-Rose，法語發音：[sɛ̃t ʁoz]）是法国海外省留尼汪的一个市镇，属于圣伯努瓦区。

## 地理
圣罗斯（21°7'38"S, 55°47'32"E）面积177.6 平方千米，位于法国海外省留尼汪。
与圣罗斯接壤的市镇（或旧市镇、城区）包括：拉普兰-德帕尔米斯特、圣伯努瓦、圣约瑟夫、圣菲利普、勒唐蓬。
圣罗斯的时区为UTC+04:00。

## 行政
圣罗斯的邮政编码为97439，INSEE市镇编码为97419。

## 政治
圣罗斯所属的省级选区为圣伯努瓦第二县。

## 人口

1962-2008年间圣罗斯人口变化图示

圣罗斯于2022年1月1日时的人口数量为6450人。